# Wojownik jawajski
Wojownik jawajski (Nisaetus bartelsi) – gatunek dużego ptaka drapieżnego z rodziny jastrzębiowatych (Accipitridae). Jest endemitem indonezyjskiej wyspy Jawa. Zagrożony wyginięciem.

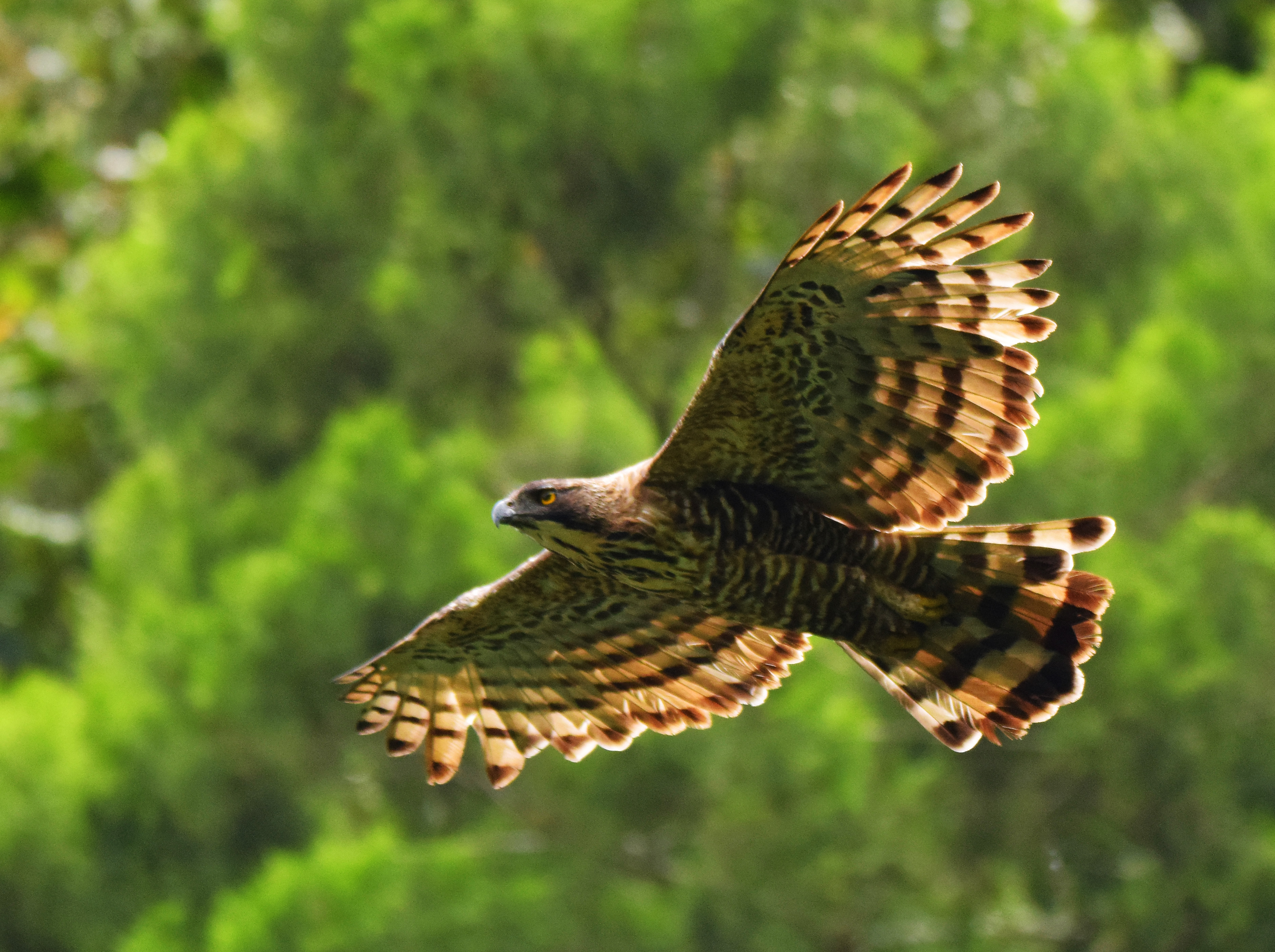
Wojownik jawajski w locie

SystematykaTakson ten został po raz pierwszy opisany naukowo w 1924 roku przez Erwina Stresemanna, który nadał mu nazwę Spizaëtus nipalensis bartelsi, uznając go za podgatunek wojownika górskiego. Holotyp pochodził z zachodniej Jawy. Gatunki wojowników z Azji były tradycyjnie umieszczane w rodzaju Spizaetus, ale w 2005 roku na podstawie badań molekularnych uznano, że reprezentują one inną linię rozwojową niż wojowniki z Nowego Świata i powinny zostać przeniesione do osobnego rodzaju. Dla nazwania tego rodzaju użyto dostępnej nazwy Nisaetus. Nie wyróżnia się podgatunków.
MorfologiaGrzbiet jest brązowy, klatka piersiowa czarna w białe plamki, skrzydła ciemnobrązowe. Długi ogon od strony zewnętrznej ubarwiony jest w czarno-brązowe pasy. Brzuch i wewnętrzna strona ogona są białe, poprzecinane rdzawobrązowymi pasami. Oczy i nogi są żółte, a woskówka szara. Osobniki tego gatunku osiągają długość 60 cm.
Ekologia i zachowanieWojowniki górskie żyją w lasach, głównie pierwotnych, pomiędzy równoleżnikami 6°S a 8°S, na wysokościach od 500 do 1000 m n.p.m., choć pojawiały się nawet powyżej 3000 m n.p.m. Bywają też spotykane w lasach wtórnych i na plantacjach drzew. Żywią się małymi ssakami, mniejszymi ptakami, wężami i jaszczurkami.
Okres godowy trwa od maja do sierpnia. Gniazdo jest zbudowane z patyków, wyłożone zielonymi liśćmi i umieszczone na dużym drzewie. Samica składa jedno jajo. Okres inkubacji trwa 47–48 dni. Karmieniem piskląt zajmują się oboje rodzice. Młode są w pełni opierzone po 68–72 od wyklucia.
StatusMiędzynarodowa Unia Ochrony Przyrody (IUCN) uznaje wojownika jawajskiego za gatunek zagrożony (od 1988 roku T – threatened, od 1994 roku EN – endangered). Liczebność populacji szacuje się na 300–500 dorosłych osobników. Trend liczebności populacji uznaje się za spadkowy. Do głównych zagrożeń dla gatunku należy utrata siedlisk oraz chwytanie przez ludzi na handel.